# Yenişehir
Yenişehir és una ciutat de Turquia i districte de la província de Bursa, en una plana regada pel Gök Su, afluent del Sangari, amb 31.203 habitants habitants al cens del 2011. És cap del districte del mateix nom (52.079 habitants).
Fou la primera població de certa importància que va establir Osman I que la va convertir, junt amb Sögüd, amb un els seus quarters generals. Com el seu nom assenyala (Yeni = Nova, Shehir = Vila) fou de nova construcció sobre una fortalesa grega el nom de la qual no s'esmenta. Des d'allí es va estendre fins a la mar de Màrmara i tallant les comunicacions entre Brusa i Constantinoble. Brusa fou ocupada per Orkhan I (abril de 1326).
Sota l'Imperi Otomà fou part de la província de Khudawendigar. L'exèrcit de Tamerlà va derrotar els otomans a Ankara (juliol de 1402) i va assolar Brusa, Iznik i Yeni Shehir. Posteriorment fou teatre de dues grans batalles:
- El 20 de juny de 1481 entre el príncep Gem, que intentava succeir al seu pare Mehmet II, i el seu germà Baiazet II. El general d'aquest darrer Gedik Ahmed Pasha va derrotar a Gem que va fugir amb els mamelucs del Caire.
- El 15 d'abril de 1513 Selim I va derrotar el seu germà Ahmet, el seu germà gran i rival, el va capturar i el va executar.

Posteriorment el paper històric de la ciutat fou reduït. Hi va residir el xaikh al-Islam Abd Allah Effendi (1718-1730). Era un kada del sandjak de Biledjik a la província de Khudawendigar i des de 1885 al sandjak d'Ertoghrul (creat aquest any al lloc del de Biledjik). A final del segle xix tenia uns 2.500 habitants. Després fou un districte (ilçe) de la província de Brusa o Bursa.